# Õhne jõgi
Õhne jõgi (lettiska: Omuļupe) är en 94 kilometer lång å i södra Estland. Källan är i sjön Veisjärv och ån mynnar i Võrtsjärv som båda ligger i landskapet Viljandimaa. Õhne jõgi rinner även igenom landskapet Valgamaa samt några kilometer i Lettland. Ikepera oja och Jõku jõgi är högerbiflöden till Õhne jõgi. Orterna Tõrva och Suislepa är belägna utmed ån.